# Saint-Denis-de-Pile
Saint-Denis-de-Pile ist eine französische Gemeinde im Département Gironde in der Region Nouvelle-Aquitaine. Die Gemeinde hat 5.916 Einwohner (Stand: 1. Januar 2022). Sie gehört zum Kanton Le Nord-Libournais im Arrondissement Libourne und zum Gemeindeverband Libournais. Die Einwohner heißen Dionysiens.

## Geographie
Die Gemeinde liegt am Fluss Isle, der auch die Gemeindegrenze nach Norden und Westen markiert. Hier mündet auch das Flüsschen Lavie in die Isle. Umgeben wird Saint-Denis-de-Pile von den Nachbargemeinden Sablons im Norden, Abzac im Nordosten, Les Artigues-de-Lussac und Montagne im Südosten, Lalande-de-Pomerol im Süden, Savignac-de-l’Isle im Westen und Bonzac im Nordwesten.
Durch das südliche Gemeindegebiet verläuft die Autoroute A89, die südwärts nach Bordeaux und in östlicher Richtung nach Lyon führt.
Der Bahnhof von Saint-Denis-de-Pile liegt an der Bahnstrecke Paris–Bordeaux.

## Bevölkerung
| Jahr      | 1962  | 1968  | 1975  | 1982  | 1990  | 1999  | 2006  | 2018  |
| --------- | ----- | ----- | ----- | ----- | ----- | ----- | ----- | ----- |
| Einwohner | 2.293 | 2.371 | 2.807 | 3.204 | 3.909 | 4.089 | 4.743 | 5.658 |

## Sehenswürdigkeiten
- Video vom Menhir de la Grande Borne
- romanische Kirche Saint-Denis aus dem 12. Jahrhundert mit dem griechischen Kreuz, auf den Fundamenten einer Kirche des fünften Jahrhunderts, seit 1862 Monument historique
- Kartause Bômale
- Hängebrücke, die in der Filmserie Das blaue Fahrrad eine besondere Rolle spielte.